# الضحاك بن عبد عمرو
الضحاك بن عبد عمرو بن مسعود بن عبد الأشهل الخزرجي الأنصاري صحابي جليل من قبيلة الخزرج من الأنصار شهد مع النبي محمد ﷺ غزوة بدر وغزوة أحد وهو أخو الصحابي النعمان بن عبد عمرو.